# Dolophrades mustanganus
Dolophrades mustanganus är en skalbaggsart som beskrevs av Holzschuh 2003. Dolophrades mustanganus ingår i släktet Dolophrades och familjen långhorningar.
Artens utbredningsområde är Nepal. Inga underarter finns listade i Catalogue of Life.